# 大相国寺
大相国寺位于中国河南省开封市鼓楼区，是中国汉传佛教十大名寺之一。

## 历史
寺庙所在地相傳為前身為信陵君故邸。
于北齐名“大建国寺”，唐初成為鄭審的宅院，神龍二年（706年）由僧人惠雲建寺。
相傳，睿宗延和元年（712年），刑部尚書王志愔為採訪使至汴州，奉詔拆除沒有敕額的建國寺，慧雲將佛像遷到安業寺並跪在佛像前禱告，佛像大放光明。官員聯名上奏，改為「大相國寺」。
至北宋时期，相国寺地位和规模达到鼎盛，辖64禅、律院，占地540亩，僧众数千人，不但是当时全国的佛教中心，也是全國各地商人在京城開封的商品集散中心。據《燕翼詒謀錄》一書說道：“東京相國寺乃瓦市也，僧房散處，而中庭兩廡可容萬人，凡商旅交易，皆萃其中。四方趨京師以貨物求售、轉售他物者，必由於此。”宋《东京梦华录》载：「相国寺每月五次开放万姓交易，珍禽奇兽，无所不有。第三门皆动用什物，庭中设彩幕露屋义铺，卖蒲合、簟席、屏帏、洗漱、鞍辔、弓剑、时果、脯腊之类。」
寺东门面对大街，有卖幞头、腰带、书籍、冠朵等物品商铺，丁家素茶。寺南即录事巷妓馆。绣巷中有尼師的刺绣作坊和居处。北面即小甜水巷，巷内南食店甚盛，妓院亦多。
明崇祯十五年（1642年）全寺建筑毁于黄河泛滥。后于清朝陆续修缮，现存的寺院建筑，大部分是这一时期修建的。
1927年馮玉祥軍隊搗毀除千手觀音外的所有佛像，並改成市場。
1963年被列为河南省文物保护单位。
2013年被列为全国重点文物保护单位。

## 圖冊

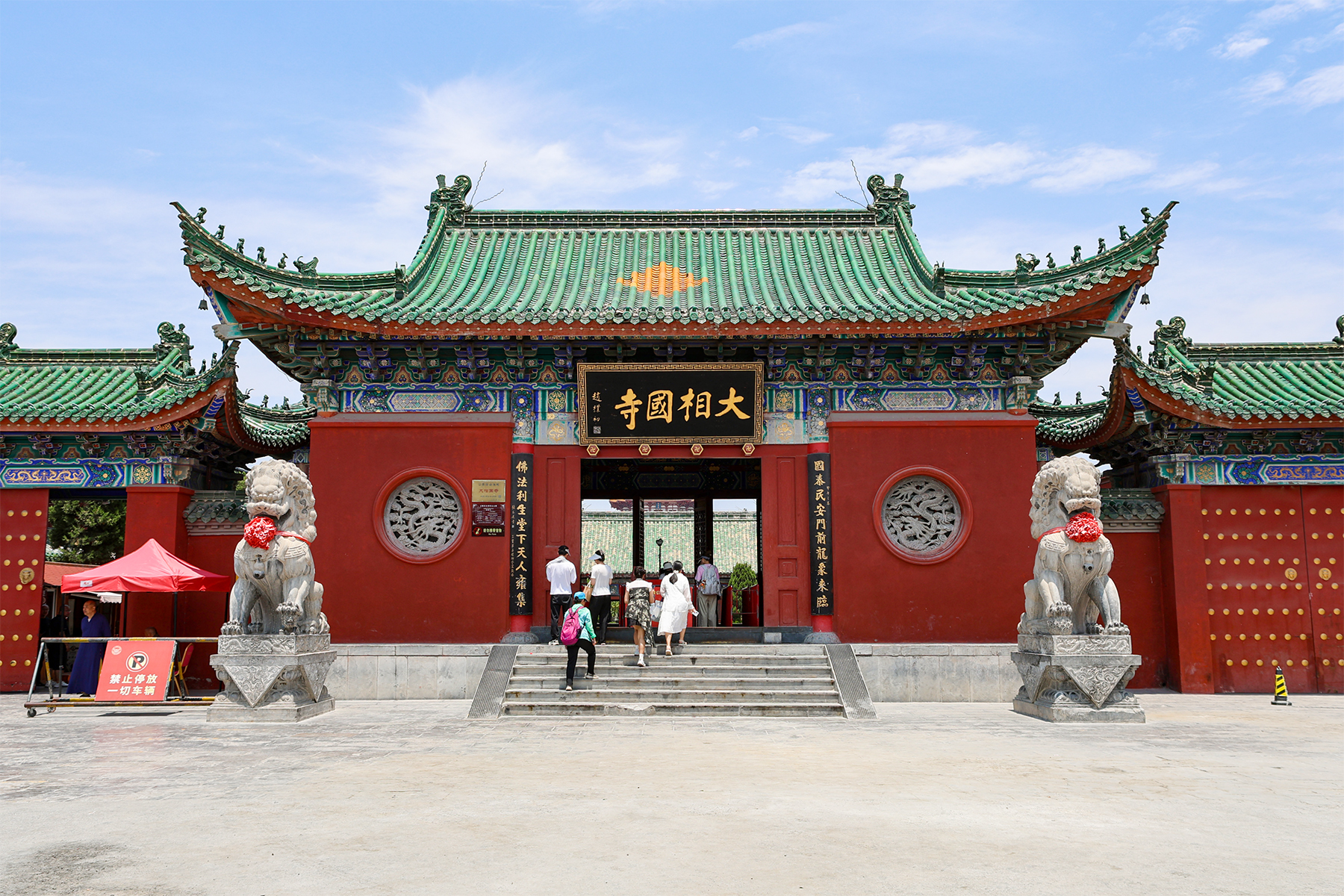
山门
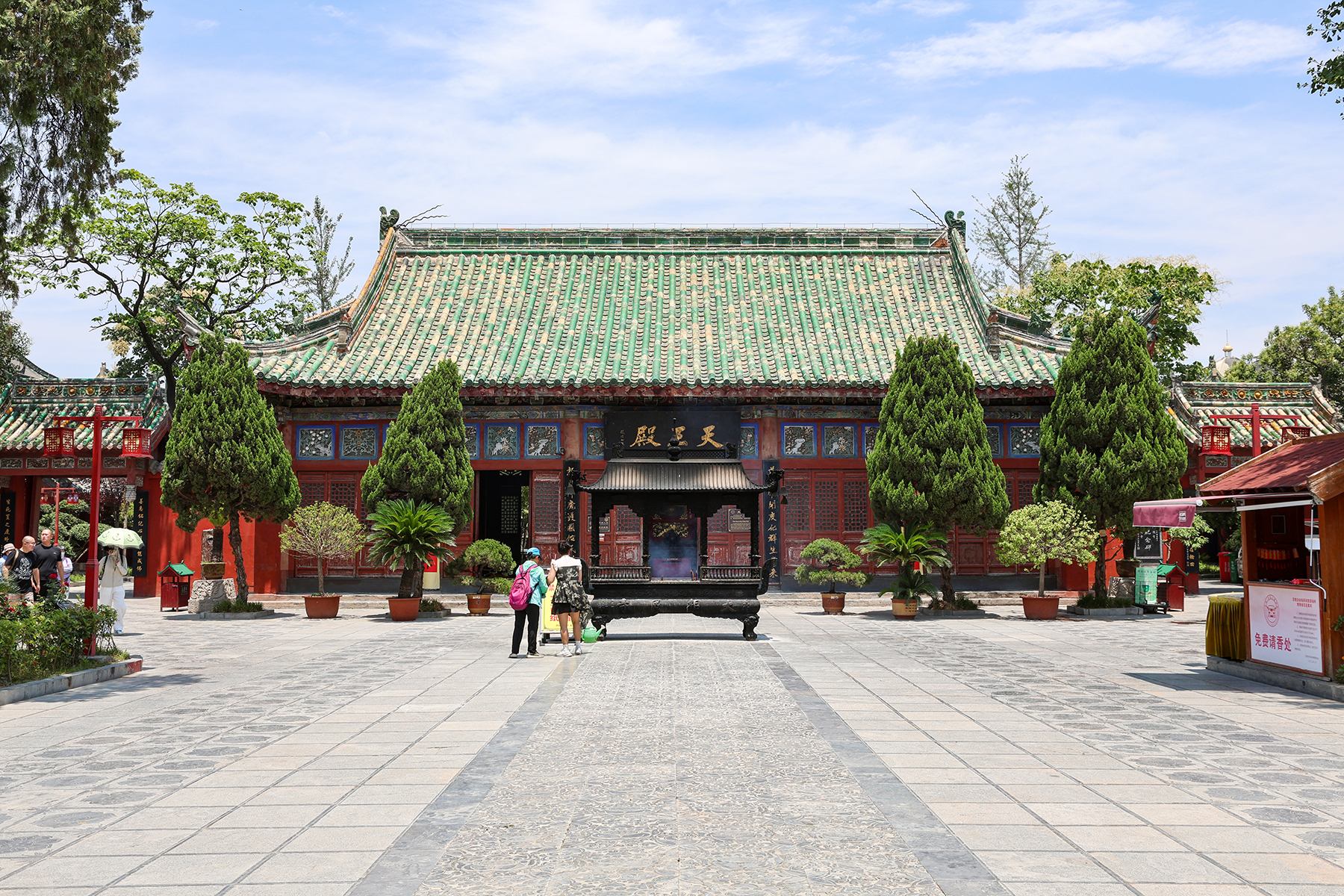
天王殿
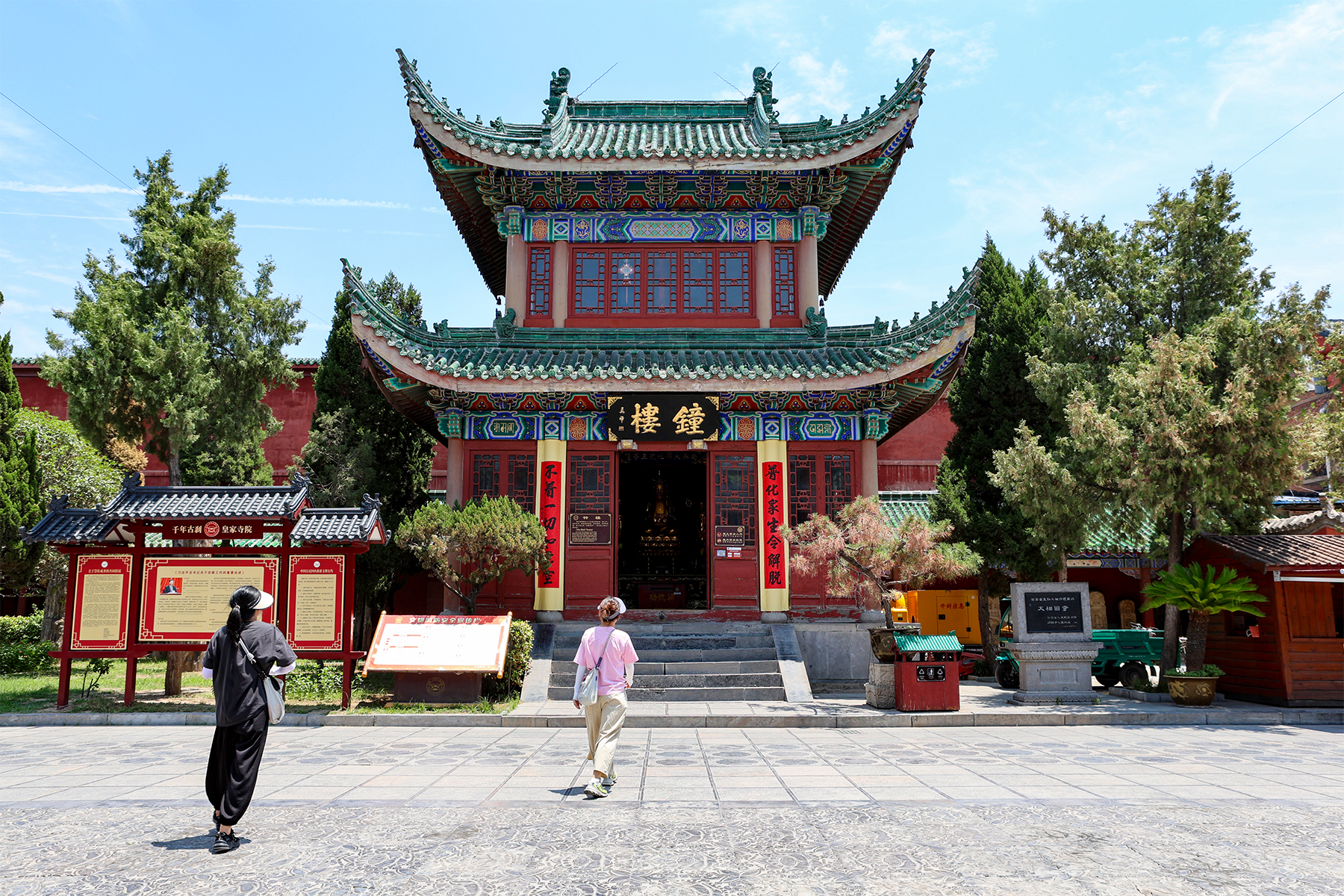
钟楼
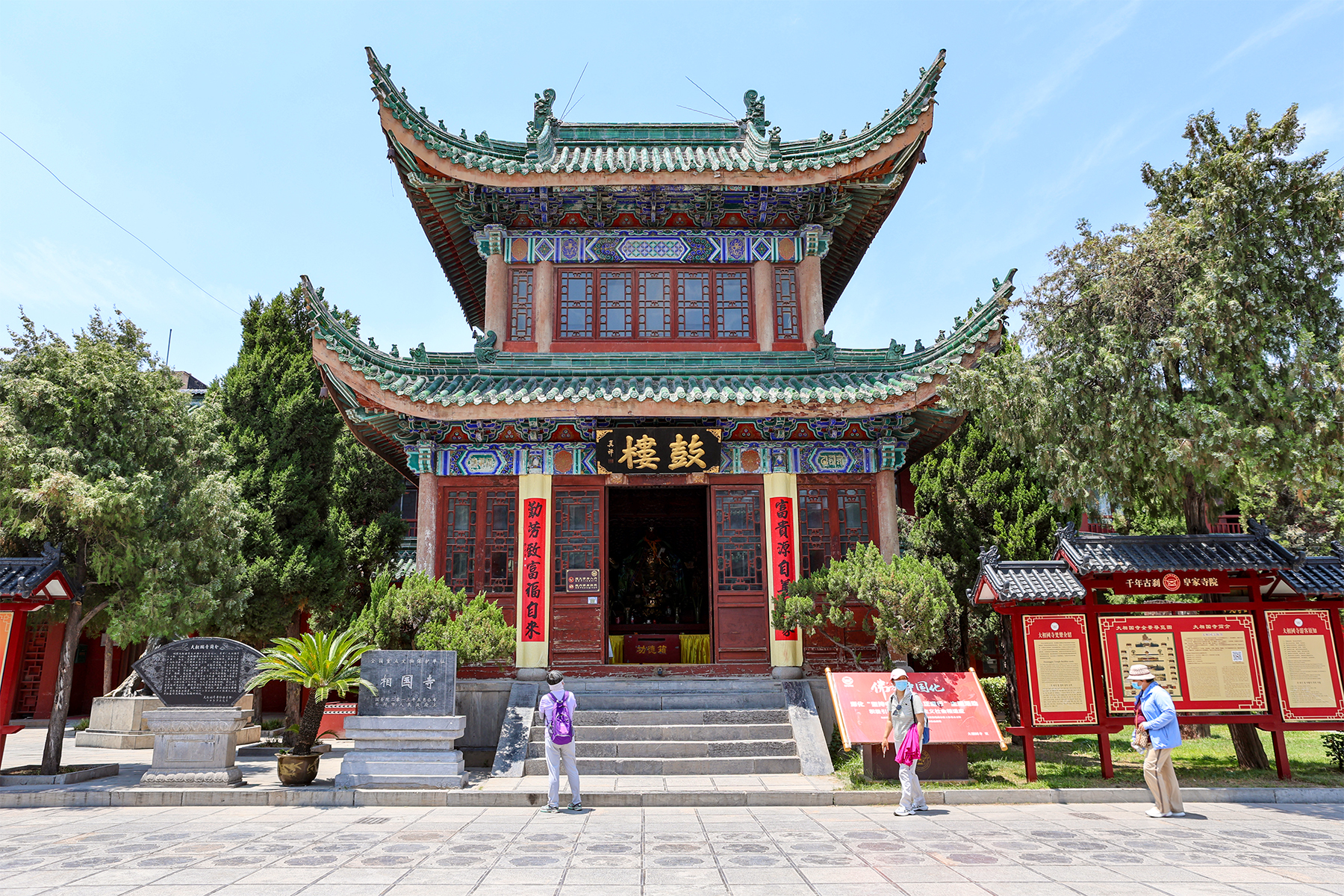
鼓楼
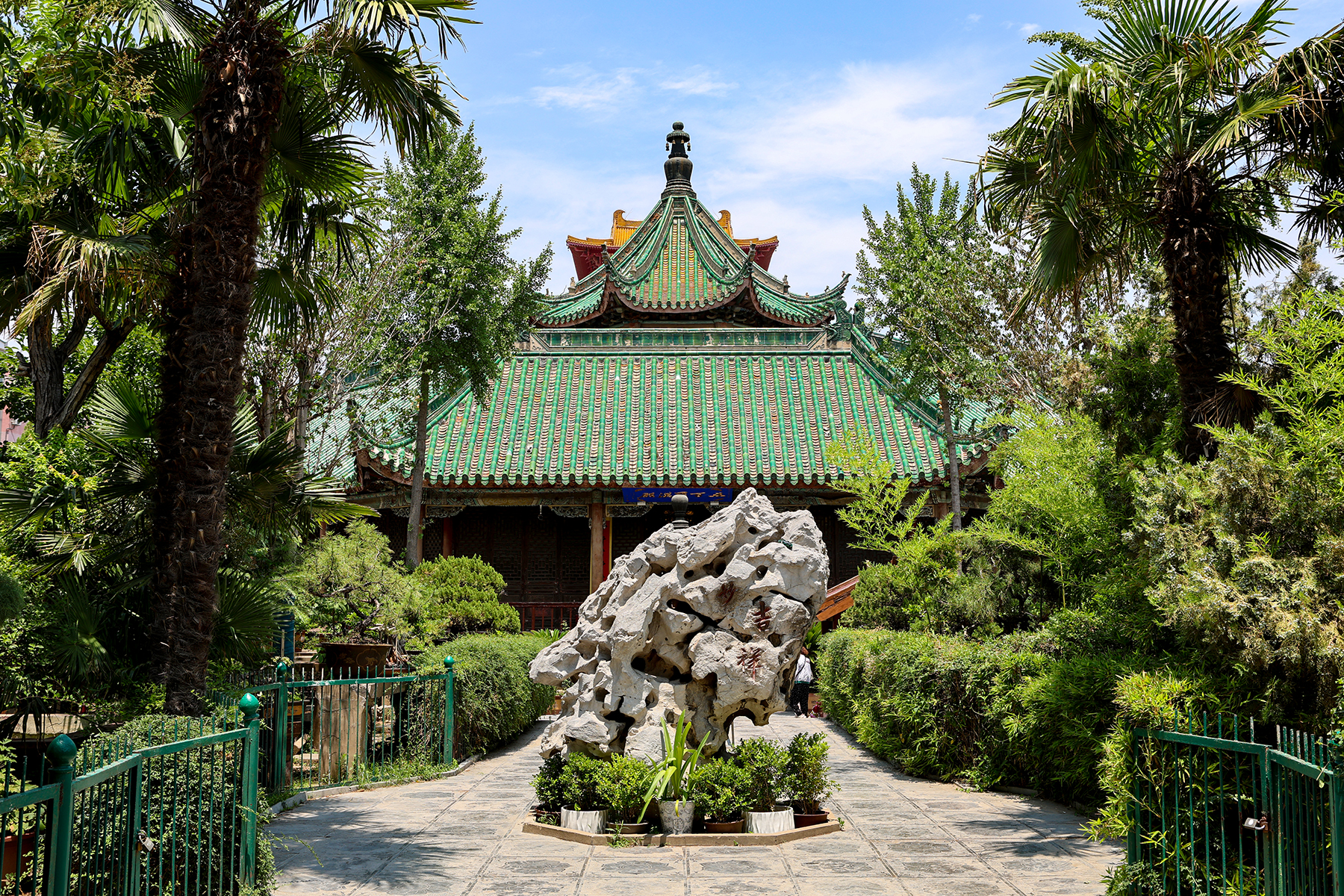
八角琉璃殿
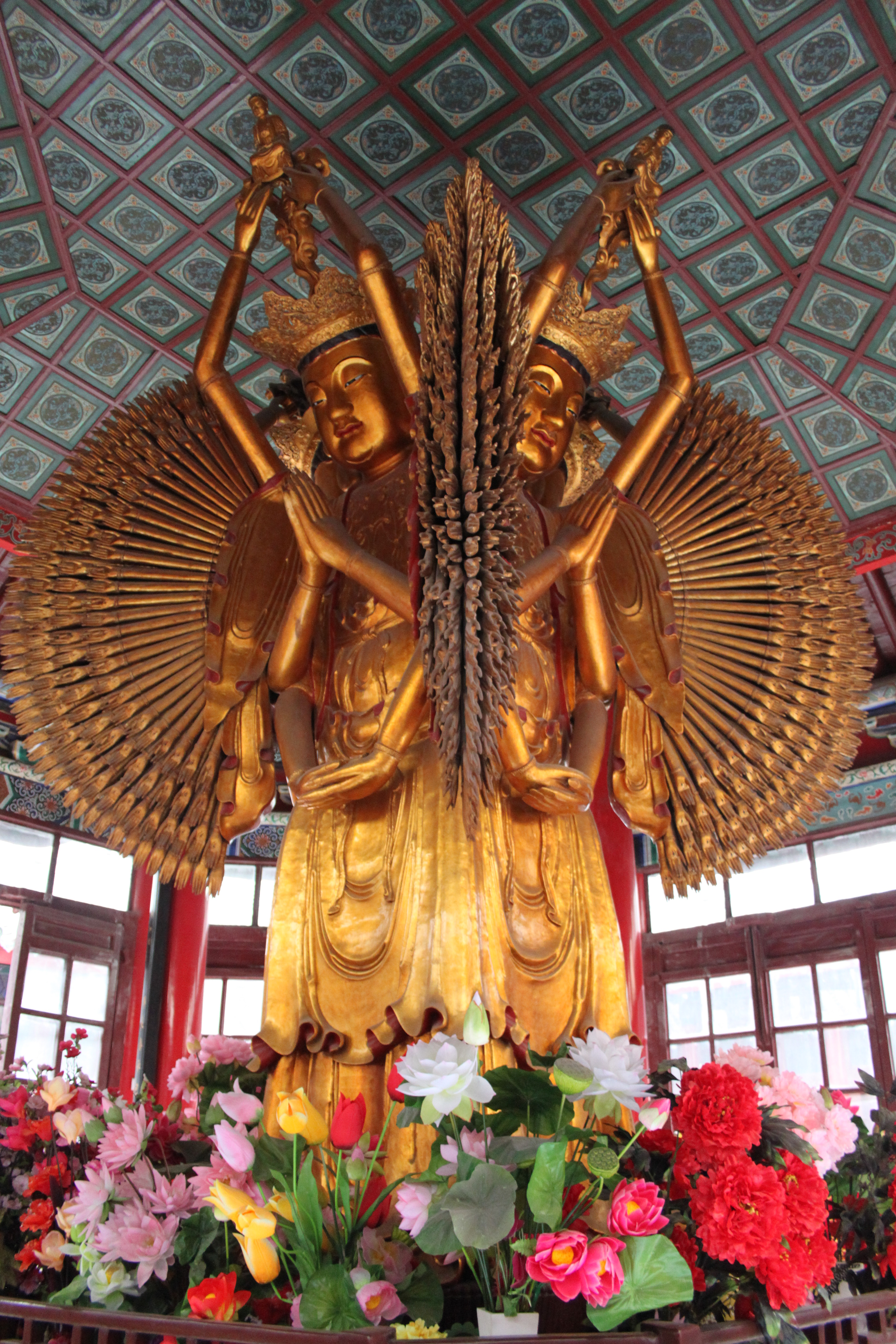
四面千手千眼观音像
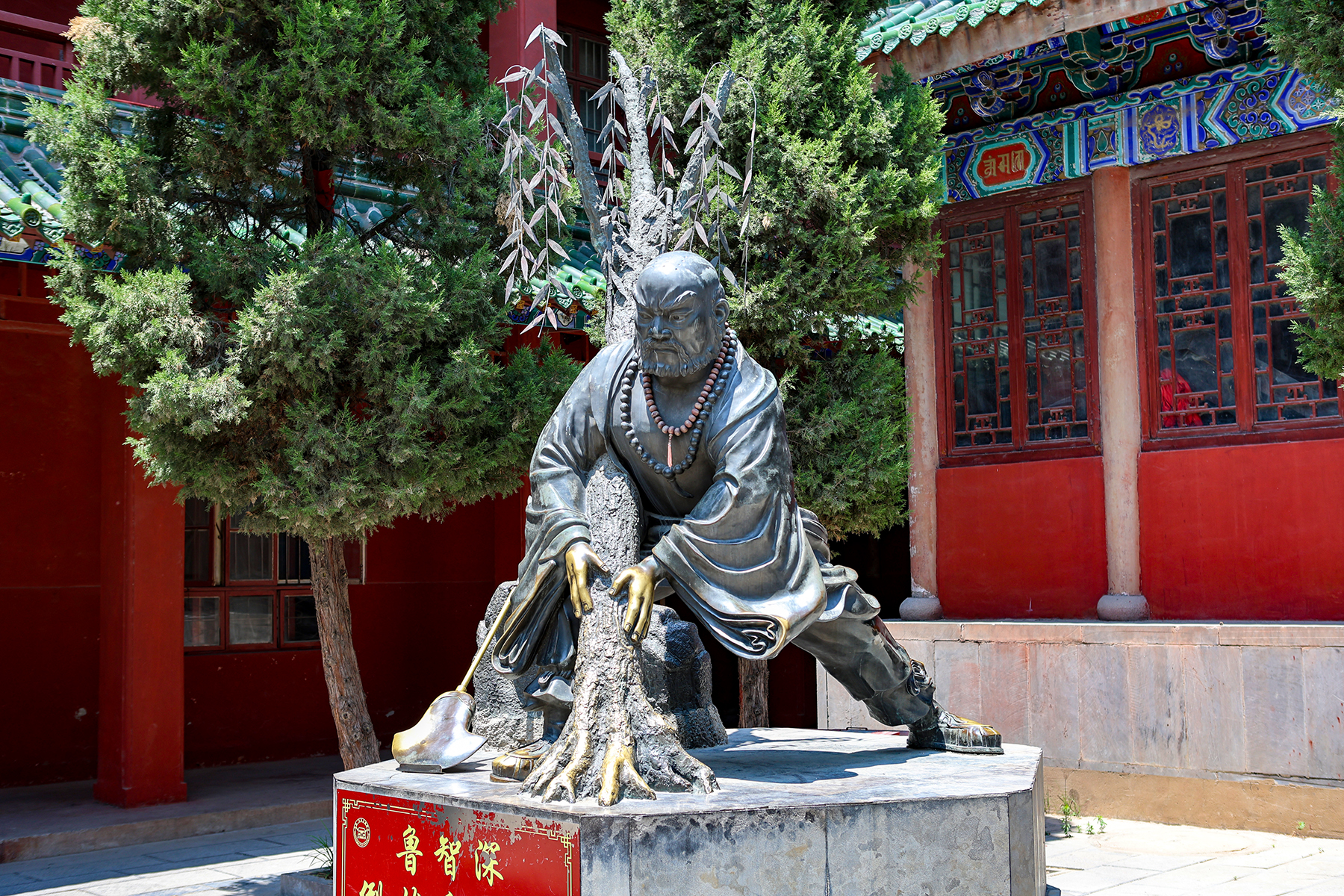
鲁智深倒拔杨柳

## 文艺作品
- 《水浒传》中鲁智深在此倒拔垂杨柳